# Саманган

Районы провинции Саманган (до 2005 года).

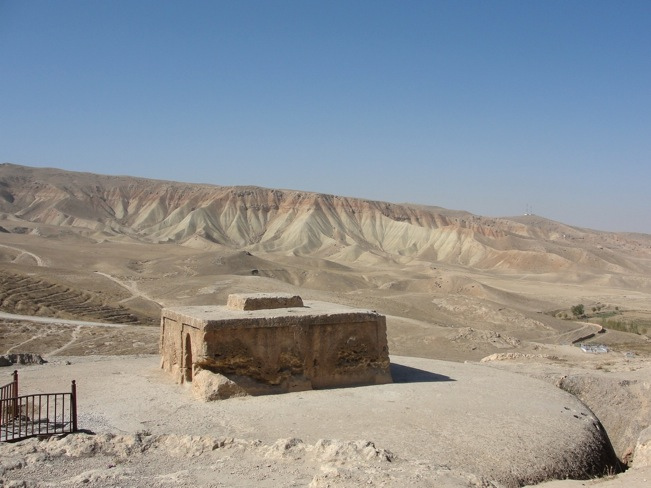
Остатки буддийской ступы и монастыря на холме над Саманганом. Вместо того, чтобы быть застроенным, он был вырезан из скалы, поэтому полностью ниже уровня земли.

Саманга́н (дари سمنگان — Samangān, пушту سمنګان‎) — провинция на севере Афганистана. На северо-западе граничит с провинцией Балх, на северо-востоке — с Кундуз, на востоке — с Баглан, а на юге — с Бамиан.
Согласно Шахнаме, в Самангане родился легендарный богатырь Сухраб, сын Рустама.

## Административное деление
Провинция Саманган делится на 7 районов:
- Айбак
- Дара-и-Суфи Балла
- Дара-и-Суфи Пайан
- Руйи Ду Аб
- Фероз Накшир
- Хазрати Султан
- Хурам Ва Сарбагх

## История
Возле города до IX века существовал древний тохаристанский город Руб .
В годы Афганской войны (1979—1989) в уездах провинции Саманган дислоцировались воинские части (подразделения) 201-й Гатчинской мотострелковой дивизии.